# Maxim Alexandrov
Maxim Alexandrov (22 de marzo de 2001) es un deportista de Rusia que compite en natación. Ganó dos medallas en el Campeonato Mundial Junior de Natación, en los años 2017 y 2019, y dos medallas en el Campeonato Europeo Junior de Natación, en los años 2018 y 2019.